# Prefectura de Mohammédia
La prefectura de Mohammédia (en àrab عمالة المحمدية, ʿamālat al-Muḥammadiyya; en amazic ⵜⴰⵎⵖⵓⵔⵜ ⵏ ⵍⵎⵓⵃⵎⵎⴰⴷⵉⵢⴰ/ⴼⴹⴰⵍⴰ, tamnbaḍt n Fḍala) és una de les prefectures del Marroc, fins 2015 part de la regió de Gran Casablanca i actualment de la de Casablanca-Settat. Té una superfície de 180 km² i 322.286 habitants censats en 2004. La capital és Mohammédia.

## Demografia
| 257.001                                    | 322.286 | 341.658 |
| 1994, 2004 : cens oficial ; 2007 : càlcul. |         |         |

## Divisió administrativa
La província de Mohammédia consta de 2 municipis i 4 comunes:
| Nuclis de població     | Habitants       | Habitants       |
| Nuclis de població     | 2 Setembre 1994 | 2 Setembre 2004 |
| ---------------------- | --------------- | --------------- |
| Mohammedia             | 169.035         | 188.619         |
| Aïn Harrouda           | 27.719          | 41.853          |
| Chellalate             | 26.086          | 40.311          |
| Bni Yakhlef            | 14.920          | 29.723          |
| Sidi Moussa El Majdoub | 10.407          | 12.412          |
| Sidi Moussa Ben Ali    | 7.753           | 9.368           |